# Ремингтоноцетиды
Ремингтоноцетиды (лат. Remingtonocetidae) — семейство вымерших млекопитающих из инфраотряда китообразных, живших во времена эоцена (лютетский век). Ископаемые остатки найдены на территории современных Пакистана, Индии и Египта.

## Классификация
Систематика известных вымерших китообразных была уточнена в 2016 году учёными Marx, Lambert и Uhen в книге «Cetacean Paleobiology». В частности, семейство Remingtonocetidae заняло базальное положение в инфраотряде.
По данным сайта Paleobiology Database, на ноябрь 2020 года в семейство включают 2 вымерших подсемейства и 1 род вне их:
- Род incertae sedis
  - Род Ryanistes Bebej et al., 2016 (1 вид)
- Подсемейство Andrewsiphiinae Thewissen & Bajpai, 2009
  - Род Andrewsiphius Sahni & Mishra, 1975 (1 вид)
  - Род Kutchicetus Bajpai & Thewissen, 2000 (1 вид)
- Подсемейство Remingtonocetinae Thewissen & Bajpai, 2009
  - Род Attockicetus Thewissen & Hussain, 2000 (1 вид)
  - Род Dalanistes Gingerich et al., 1995 (1 вид)
  - Род Remingtonocetus Kumar & Sahni, 1986 (2 вида)